# 武家領
武家領（ぶけりょう）とは、日本における武家の所領のこと。

## 概要
武家領の発端は元々中・下級の官人身分であった伊勢平氏や河内源氏をはじめとする地方の武士は自己の根拠地において荘園領主としての資格を有していたことに由来する。その中でも伊勢平氏は平氏政権樹立の過程で各地の知行国や荘園を獲得して経済的基盤を形成し、最盛期には30か国以上の知行国と500か所以上の荘園を支配していた。河内源氏は鎌倉幕府樹立の過程で治承の戦いの際に恩賞などの形で獲得した旧伊勢平氏知行国のうち9か国（下総国・上総国・武蔵国・相模国・伊豆国・越後国・信濃国・駿河国・豊後国）及び没官領となった500か所以上の荘園を獲得した。前者を関東御分国・後者を関東御領と呼び、一括して平家没官領とも称する。ここにおいて河内源氏の宗家当主である鎌倉殿は、当時の日本における屈指の荘園領主としての地位を獲得した。こうした中世の武家の所領を武家領という。
武家領には御家人が守護・地頭として宛がわれてその軍事力を背景に強力な支配体制が構築された。この地位は河内源氏宗家断絶後も歴代将軍に継承され、承久の乱などの内乱や御家人の不祥事などで没収された所領や所職を接収して拡大していった。また、御家人以外の武士の所領も元は自己の荘園や公領の所職が主であった。彼らの多くは鎌倉幕府の守護や地頭になって獲得した軍事的・警察的権限を自己の所領にも展開し、他の所職を排除しようとした。ただし、その支配は荘園公領制の範疇におけるものであり、他の権門との協調を掲げる鎌倉幕府の所領よりも地方にある御家人の所領の方が御家人以外の武士による所領の独占的支配の傾向が早く出現するものの、この時代には上級の所職を占める公家・寺社や現地の国衙からの影響力を完全に排除するには至らなかった。
これに対して一介の御家人から室町幕府を創設した足利氏の場合は、南北朝の内乱の中で敵から奪った所領の増加がある一方で恩賞や敵からの略奪による所領の喪失もあり、その御料所の規模は鎌倉幕府のそれよりも遥かに乏しかった。だが、長い内乱や半済令の影響で寺社本所領や公領の衰退が著しく、彼らが持っていた職は名目上のものとなった。この結果、守護大名をはじめとする各地の武士によって自己の所領の全一的支配が確立され、その影響は室町幕府の御料所にも及んでいった。ここにおいて名実ともに「武家領」が成立することになる。この傾向は大名領国制への以降とともに日本全国規模で確立され、幕藩体制を経て明治の版籍奉還・秩禄処分まで続いた。